# Michael Kausch (Lehrer)
Michael Kausch, Pseudonym: Hansjerch Prahlmann (* 18. August 1877 in Módos (deutsch Modosch), Königreich Ungarn, Österreich-Ungarn; † 18. Dezember 1942 in Timișoara, Königreich Rumänien) war ein deutsch-rumänischer Lehrer und Politiker.

## Leben
Michael Kausch wurde am 18. August 1877 in Modosch geboren. Sein Vater war Bauer, die Mutter Marianne geb. Schummer aus dem Nachbarort Tschawosch. Nach dem Wunsch der Eltern sollten die zwei ältesten Kinder Josef und Margarete den bäuerlichen Besitz weiterführen und die zwei jüngeren Söhne Michael und Peter studieren.
Nach Beendigung des Gymnasiums in Szegedin ging Michael Kausch dem Wunsch der Eltern folgend auf das Priesterseminar. Als er merkte, dass der Priesterberuf nicht seinen Wünschen und Vorstellungen entsprach, verließ er das Seminar ohne Einverständnis der Eltern. Durch Nachhilfeunterricht für die Fächer Deutsch und Ungarisch gelang es ihm sein daran anschließendes Studium der Philosophie selbst zu finanzieren. Nach dem Studium promovierte er zum Dr. phil. mit „summa cum laude.“
Er erhielt seine erste Stelle als Gymnasiallehrer und heiratete 1906 Anna geb. Kummer in Weißkirchen. Beide bekamen in der Zeit von 1906 bis 1916 vier Töchter, Marie, Hertha, Edith und Hedwig. Die Tochter Edith verstarb sehr jung.
Michael Kausch wurde Mitglied der deutschen Volkspartei. Unter der ungarischen Regierung Karolyi war er bis 1919 Sektionsrat für das deutsche Schulwesen. Nach Gründung des Deutsch-Schwäbischen Kulturverbandes in Timișoara wurde er zusammen mit Karl von Möller zum geschäftsführenden Obmann des Verbandes gewählt. Jetzt begann er, unterstützt durch die inzwischen mit seiner Initiative entstandenen deutschen Ortsgruppen im gesamten Banat, das damals zwischen dem Königreich Jugoslawien, dem Königreich Ungarn und dem Königreich Rumänien aufgeteilt war, sich in diesem Gebiet verstärkt für die Gründung deutschsprachigen Schulunterrichts einzusetzen. So entstanden überall im Banat deutschsprachige Gymnasien, Realgymnasien und an vielen weiteren Schulen hatte sich deutschsprachiger Unterricht durchgesetzt.
Nach Stabilisierung der politischen Lage in Timișoara durch Eingliederung in den rumänischen Staat wurde Michael Kausch im Herbst 1919 zum Sektionsrat mit Sitz in Timișoara ernannt und mit der Organisation des deutschen Schulwesens im Banat betraut. So entstanden nun auch in Timișoara neben deutschen Kindergärten und Volksschulen eine Bürgerschule, eine Handelsschule, eine Lehrerbildungsanstalt mit deutschen Parallelklassen, ein Knaben- und ein Mädchengymnasium. Unter der Regierung Brătianu wurde Michael Kausch als liberaler-demokratischer Abgeordneter in das rumänische Parlament gewählt. Im Jahr 1939 zog er sich aus der Politik zurück und unterrichtete an der Lehrerbildungsanstalt in Timișoara.
Inzwischen hatten seine drei Töchter Rumänien verlassen; die älteste Tochter zog nach Österreich, die beiden jüngeren heirateten und zogen nach Norddeutschland. Am 28. Dezember 1942 starb Michael Kausch nach kurzer Krankheit. Seine Frau Anna lebte noch bis 1947 in Timișoara, wo sie am 2. April 1947 verschied.

## Schriften
- Die Schule und das Publikum, Weißkirchen 1910.
- Briefe aus dem schwäbischen Parlament von Hansjerch Prahlmann, Timișoara 1926.
- Schicksalswende im Leben des Banater deutschen Volkes. Das Ringen um Rückeroberung der völkischen Gesinnung und der nationalen Güter, Temeschburg 1939 (DNB 560617763)
- Michael Kausch: Neue Rechtsgrundsätze durch die Karlsburger Beschlüsse. Extrapost, Temeschburg 1940, OCLC 72131569 (52 S.).